# Fondo librario William John Scovil
Il fondo librario William John Scovil è un fondo librario appartenente alla famiglia di William John Scoliv donato alla Biblioteca del Gabinetto Vieusseux nel 1974.

## Storia
La raccolta viene donata alla Biblioteca nel luglio 1974 grazie a Camilla Roatta. Una parte della collezione libraria della famiglia Scovil, per lo più di classici francesi appartenuti alla Kostantinos, era stata già donata all'inizio degli anni settanta all'Istituto francese di Firenze in piazza Ognissanti. 
Il fondo è una raccolta caratterizzata dalla stratificazione di volumi appartenuti a persone diverse. La maggior parte dei volumi appartenne a vari componenti della famiglia de Cosson. Il legame con questa famiglia viene dall'unione di Phyllis de Cosson, figlia del barone Charles Alexander de Cosson, con il maggiore Wilfred Jennings-Bramly: una delle loro due figlie, Judith, sposa infatti Billy Scovil.
Mentre l'intera donazione copre un arco temporale piuttosto ampio, i testi riferibili direttamente a William Scovil sono una piccola minoranza compresa tra gli anni quarante e settanta del Novecento. A parte questo primo nucleo Scovil-de Cosson è possibile individuarne almeno un altro costituito da volumi di proprietà di una signora greca, Theodora Konstantinos, che per circostanze casuali entra in contatto con Judith Scovil, la quale diventa poi erede della sua biblioteca e di una villa nei dintorni di Firenze. Le notizie che hanno permesso di far luce sui più importanti legami familiari che sottostanno alla genesi di questa raccolta si devono all'amicizia tra la famiglia de Cosson — di origini francesi, naturalizzata in Inghilterra e con Phyllis (mamma di Judith) che sceglie di dimorare tra Firenze e Alessandria — e la famiglia Roatta. La ricostruzione che ripercorre il legame con Judith Scovil la signora Camilla Roatta, assidua frequentatrice del Gabinetto Vieusseux nonché fautrice della donazione del Fondo allo stesso Istituto, ha fornito tasselli indispensabili per la ricostruzione della complessa trama di rapporti che hanno contribuito alla formazione di un insieme così variegato.

## Caratteristiche
Il fondo, composto da 1374 libri, è stato interamente catalogato ed è consultabile nel catalogo della Biblioteca del Gabinetto Vieusseux. Esiste anche una versione cartacea del catalogo ordinato per numero di inventario.